# Henry McLeish
Henry Baird McLeish (Methil, 15 giugno 1948) è un politico scozzese, primo ministro della Scozia dal 2000 al 2001.

## Biografia
Negli anni '60 è stato un calciatore dell'East Fife Football Club nel ruolo di mezzala. Terminata la carriera a causa di un infortunio, ha studiato alla Heriot-Watt University di Edimburgo.

### Carriera politica
Dal 1970 iscritto al Partito Laburista, alle elezioni del 1987 è stato eletto al Parlamento del Regno Unito per il collegio di Central Fife.
Nel 1999 è stato eletto nel neo-istituito Parlamento scozzese nel collegio di Central Fife. Dal 1999 al 2000 è stato ministro per l'impresa e la formazione continua (Minister for Enterprise and Lifelong Learning).
Nel 2000 dopo la morte improvvisa di Donald Dewar McLeish gli è succeduto come Primo ministro della Scozia. Si è dimesso nel 2001 a causa di uno scandalo finanziario, conosciuto come Officegate. È rimasto parlamentare fino al 2003 e non si è poi ricandidato.